# Cantonul Le Bar-sur-Loup
Cantonul Le Bar-sur-Loup este un canton din arondismentul Grasse, departamentul Alpes-Maritimes, regiunea Provence-Alpes-Côte d'Azur, Franța.

## Comune
- Le Bar-sur-Loup (reședință)
- Caussols
- Châteauneuf-Grasse
- Courmes
- Gourdon
- Opio
- Roquefort-les-Pins
- Le Rouret
- Tourrettes-sur-Loup
- Valbonne